# ГЕС-ГАЕС Родунд І
ГЕС-ГАЕС Родунд І (нім. Rodundwerk I)— гідроелектростанція на крайньому заході Австрії в провінції Форарльберг, споруджена у складі гідровузла Люнерзе — Родунд, та одночасно у складі каскаду на річці Ілль (права притока Рейну).
Неподалік від станції Родунд, але вище по схилу гірського масиву на лівобережжі Ілля, розташоване водосховище Лачау (нім. Latschau), яке є нижнім резервуаром ГАЕС Люнерзе. До нього за допомогою двох тунелів також подається вода, відпрацьована вище по долині на станціях Фермунт, Копс, а з 2008 року — і на Копс ІІ. Із резервуару Лачау вода може спрямовуватись до машинного залу ГЕС Родунд,  розташованого на березі Ілля на 354 метри нижче.
Станцію ввели в експлуатацію у 1943 році з двома турбінами типу Френсіс, а у 1944 та 1952 до них додали ще дві. Їх загальна потужність складає 198 МВт. При цьому у складі четвертого гідроагрегату працює насос потужністю 41 МВт, який надає станції можливість виконувати функцію гідроакумуляції.
Відпрацьована вода відводиться до нижнього балансуючого резервуару, з якого може не лише закачуватись назад, але й спрямовуватись на розташовану нижче по долині Ілля ГЕС Вальгау.
Зв'язок з енергосистемою відбувається по ЛЕП, що працює під напругою 110 кВ.